# شخصیت مسیح‌گونه
فیگور مسیح یا تصویرسازی مسیح (به انگلیسی: Christ figure) یا (به انگلیسی: Christ-Image) یک تکنیک ادبی است که نویسنده با اشاراتی همانندی بین شخصیت داستانی و عیسی مسیح را نشان می‌دهد. معمولاً یک شخصیت مسیح گونه شخصیتی روحانی یا پیامبرگونه است که شخصیتی موازی عیسی یا سایر چهره‌های معنوی و پیامبران دارد.
به طور کلی، یک شخصیت مسیح گونه باید بیش از یک تناظر را با داستان عیسی مسیح در کتاب مقدس به تصویر کشیده باشد. بعنوان مثال یک شخصیت ممکن است یکی یا بیش از یکی از صفات زیر را نشان دهد: انجام معجزات، تجلی ویژگی‌های معنوی، شفا دیگران، تجلی مهربانی و آمرزش، مبارزه برای عدالت، هدایت یافتن توسط روح پدر شخصیت و مرگ و رستاخیز. اغلب شهدا، مسیح گونه‌اند، چون بخاطر اهداف بزرگتر،
خود را به خطر انداخته‌اند.
در ادبیات پست مدرن اغلب، مضمون رستاخیز، با تصویر یک شهید که خود را برای خوبی بیشتر قربانی کرده است، نشان داده می‌شود.

## در ادبیات
- سیدنی کارتون در کتاب داستان دو شهر.[۱]
- عمو تام و اوا سنت کلر در کتاب کلبه عمو تام.
- جیم کیسی در کتاب خوشه‌های خشم.
- سانتیاگو در رمان کوتاه پیرمرد و دریا اثر ارنست همینگوی.[۲]
- اصلان در سرگذشت نارنیا نوشته سی. اس. لوئیس. اصلان یک شیر است که برای نجات ادموند خود را فدا می‌کند.
- سیمون در سالار مگس‌ها نوشته ویلیام گلدینگ. سیمون با موهای سیاه و بلندش شباهت به عیسی دارد. او همچنین از لحاظ معنوی حساس است. و او از خود در رفتن را دوست دارد (همانند عیسی که به صحرا می‌رفت).